# كريس ويمر
كريس ويمر (بالإنجليزية: Chris Wimmer)‏ هو سائق سباق أمريكي، ولد في 23 يونيو 1979 في واوسو في الولايات المتحدة.

## وصلات خارجية
- الموقع الرسمي
- كريس ويمر على موقع Racing-Reference.info (الإنجليزية)